# En natt
Pour plus de détails, voir Fiche technique et Distribution.
En natt est un film suédois réalisé par Gustaf Molander, sorti en 1931.

## Fiche technique
- Titre : En natt
- Réalisation : Gustaf Molander
- Scénario : Ragnar Hyltén-Cavallius
- Photographie : Åke Dahlqvist
- Musique : Jules Sylvain (en)
- Pays d'origine : Suède
- Format : Noir et blanc - 1,37:1 - Mono
- Genre : drame
- Durée : 80 minutes
- Date de sortie : 1931

## Distribution
- Gerda Lundequist : Beckius
- Uno Henning (en) : Wilhelm Beckius
- Björn Berglund (en) : Armas Beckius
- Ingert Bjuggren (sv) : Marja
- Karin Swanström : Minka
- Sture Lagerwall (en) : Nikku
- Carl Ström (en) : Capitaine Karr
- Mathey Schischkin : Soldat russe
- Tom Walter (sv) : Soldat russe
- Gösta Kjellertz (sv)
- Nils Lundell (en)
- Emil Fjellström